# Петровск (Одесская область)
Петровск (укр. Петрівськ) — село, относится к Тарутинской территориальной громаде Болградского района Одесской области Украины. Находится на реке Скиноса и её притоке Курюксилка.
Население по переписи 2001 года составляло 2000 человек. Почтовый индекс — 68513. Телефонный код — 4847. Занимает площадь 1,43 км².

## Местный совет
68513, Одесская обл., Тарутинский р-н, с. Петровск, ул. Благоева, 122а